# Juan Carlos Garrido
Juan Carlos Garrido Fernández (Valencia, 29 marzo 1969) è un allenatore di calcio spagnolo, tecnico del Persepolis.

## Carriera

### Allenatore
Inizia ad allenare a soli 23 anni nei dilettanti del El Puig, dove rimane per ben sei stagioni.
Nel 1998 passa nei professionisti guidando l'Onda per una stagione.
Dal 2001 allena la formazione B del Villarreal restando in carica fino ad inizio 2010 ben figurando e portando la seconda squadra del Villareal in Segunda Division, la seconda serie del calcio spagnolo e rivelandosi la squadra rivelazione del torneo. Per via del suo buon lavoro viene quindi chiamato a guidare la prima squadra del "sottomarino giallo" dopo l'esonero di Ernesto Valderde e inizia l'avventura da allenatore della prima squadra perdendo per 1-0 il primo match contro il Maiorca. La sua prima vittoria arriva 7 giorni più tardi contro l'Athletic Bilbao. A fine stagione ottiene la qualificazione in Europa League con un settimo posto e di conseguenza gli viene prolungato il contratto fino al 2014. In Europa League riesce a passare il turno, ma verrà eliminato in seguito in semifinale dal Porto, poi vincitore del torneo. A fine stagione ottiene la qualificazione in Champions League, dopo un brillante quarto posto ottenuto in campionato. Nel Dicembre 2011 però il consiglio di amministrazione per via dei cattivi risultati della nuova stagione dopo soltanto 3 vittorie in 16 giornate e in piena zona retrocessione, l'eliminazione in Copa del Rey e il pessimo girone di Champions League dove non riuscirà a raccogliere nemmeno un punto nel gruppo A (Bayern Monaco, Manchester City, Napoli).. decide di esonerarlo a seguito della sconfitta contro il Mirandés in Copa del Rey per 0-2.
Quasi un anno dopo Garrido torna in panchina, più precisamente dal 15 novembre 2012 quando viene nominato allenatore del Club Brugge K.V., con un contratto sino a fine stagione ed opzione per un altro anno che verrà esercitata subito dopo qualche mese..
Il 19 ottobre 2013 il club comunica la fine della collaborazione con l'allenatore spagnolo, che verrà sostituito da Michel Preud'homme.
Nel 2014 - 2015 ha allenato l'Al Ahly.

## Statistiche

### Statistiche da allenatore
Statistiche aggiornate al 12 settembre 2024. In grassetto le competizioni vinte.
| Stagione                | Squadra                 | Campionato              | Campionato | Campionato | Campionato | Campionato | Coppe nazionali | Coppe nazionali | Coppe nazionali | Coppe nazionali | Coppe nazionali | Coppe continentali | Coppe continentali | Coppe continentali | Coppe continentali | Coppe continentali | Altre coppe | Altre coppe | Altre coppe | Altre coppe | Altre coppe | Totale | Totale | Totale | Totale | % Vittorie | Piazzamento |
| Stagione                | Squadra                 | Comp                    | G          | V          | N          | P          | Comp            | G               | V               | N               | P               | Comp               | G                  | V                  | N                  | P                  | Comp        | G           | V           | N           | P           | G      | V      | N      | P      | %          | Piazzamento |
| ----------------------- | ----------------------- | ----------------------- | ---------- | ---------- | ---------- | ---------- | --------------- | --------------- | --------------- | --------------- | --------------- | ------------------ | ------------------ | ------------------ | ------------------ | ------------------ | ----------- | ----------- | ----------- | ----------- | ----------- | ------ | ------ | ------ | ------ | ---------- | ----------- |
| feb.-mag. 2010          | Villarreal              | PD                      | 18         | 9          | 3          | 6          | CR              | 0               | 0               | 0               | 0               | UEL                | 2                  | 0                  | 1                  | 1                  | -           | -           | -           | -           | -           | 20     | 9      | 4      | 7      | 45,00      | Sub, 7°     |
| 2010-2011               | Villarreal              | PD                      | 38         | 18         | 8          | 12         | CR              | 6               | 2               | 3               | 1               | UEL                | 16                 | 12                 | 1                  | 3                  | -           | -           | -           | -           | -           | 60     | 32     | 12     | 16     | 53,33      | 4°          |
| ago.-dic. 2011          | Villarreal              | PD                      | 16         | 3          | 6          | 7          | CR              | 1               | 0               | 1               | 0               | UCL                | 8                  | 1                  | 0                  | 7                  | -           | -           | -           | -           | -           | 25     | 4      | 7      | 14     | 16,00      | Eson        |
| Totale Villarreal       | Totale Villarreal       | Totale Villarreal       | 72         | 30         | 17         | 25         |                 | 7               | 2               | 4               | 1               |                    | 26                 | 13                 | 2                  | 11                 |             | -           | -           | -           | -           | 105    | 45     | 23     | 37     | 42,86      |             |
| nov. 2012-2013          | Club Bruges             | PL                      | 15+10      | 9+6        | 5+1        | 1+3        | CB              | 1               | 0               | 0               | 1               | UEL                | 2                  | 0                  | 0                  | 2                  | -           | -           | -           | -           | -           | 28     | 15     | 6      | 7      | 53,57      | Sub, 3°     |
| lug.-set. 2013          | Club Bruges             | PL                      | 7          | 5          | 2          | 0          | CB              | 0               | 0               | 0               | 0               | UEL                | 2                  | 0                  | 1                  | 1                  | -           | -           | -           | -           | -           | 9      | 5      | 3      | 1      | 55,56      | Eson        |
| Totale Club Bruges      | Totale Club Bruges      | Totale Club Bruges      | 22+10      | 14+6       | 7+1        | 1+3        |                 | 1               | 0               | 0               | 1               |                    | 4                  | 0                  | 1                  | 3                  |             | -           | -           | -           | -           | 37     | 20     | 9      | 8      | 54,05      |             |
| dic. 2013-gen. 2014     | Real Betis              | PD                      | 5          | 0          | 1          | 4          | CR              | 4               | 2               | 1               | 1               | UEL                | 1                  | 0                  | 1                  | 0                  | -           | -           | -           | -           | -           | 10     | 2      | 3      | 5      | 20,00      | Sub, Eson   |
| 2014-mag. 2015          | Al-Ahly                 | PL                      | 24         | 13         | 7          | 4          | CE+CE           | 2+1             | 1+1             | 0+0             | 1+0             | CCL+CCC            | 4+7                | 2+4                | 0+1                | 1+2                | SE+CS       | 1+1         | 0+0         | 1+1         | 0+0         | 40     | 21     | 8      | 11     | 52,50      | Eson        |
| nov. 2016-feb. 2017     | Al-Ettifaq              | SPL                     | 11         | 2          | 3          | 6          | KC              | 1               | 1               | 0               | 0               | -                  | -                  | -                  | -                  | -                  | -           | -           | -           | -           | -           | 12     | 3      | 3      | 6      | 25,00      | Sub, Eson   |
| 2017-2018               | Raja Casablanca         | B1                      | 30         | 13         | 9          | 8          | CT              | 9               | 4               | 5               | 0               | CCC                | 6                  | 3                  | 3                  | 0                  | -           | -           | -           | -           | -           | 45     | 20     | 17     | 8      | 44,44      | 6°          |
| 2018-gen. 2019          | Raja Casablanca         | B1                      | 13         | 5          | 6          | 2          | CT              | 4               | 3               | 0               | 1               | CCC+CCC            | 10+4               | 8+2                | 0+1                | 2+1                | -           | -           | -           | -           | -           | 31     | 18     | 7      | 6      | 58,06      | Eson        |
| Totale Raja Casablanca  | Totale Raja Casablanca  | Totale Raja Casablanca  | 43         | 18         | 15         | 10         |                 | 13              | 7               | 5               | 1               |                    | 20                 | 13                 | 4                  | 3                  |             | -           | -           | -           | -           | 76     | 38     | 24     | 14     | 50,00      |             |
| feb.-giu. 2019          | Al-Ain                  | PL                      | 11         | 4          | 2          | 5          | PC+CdL          | 0+0             | 0+0             | 0+0             | 0+0             | ACL                | 6                  | 0                  | 2                  | 4                  | SC+CdC+CmC  | -           | -           | -           | -           | 17     | 4      | 4      | 9      | 23,53      | Sub, 4°     |
| nov. 2019-feb. 2020     | Étoile du Sahel         | LP1                     | 7          | 1          | 3          | 3          | CT              | 0               | 0               | 0               | 0               | CCL                | 6                  | 4                  | 0                  | 2                  | -           | -           | -           | -           | -           | 13     | 5      | 3      | 5      | 38,46      | Sub, Eson   |
| feb.-set. 2020          | Wydad Casablanca        | B1                      | 5          | 2          | 2          | 1          | CT              | 0               | 0               | 0               | 0               | CCL                | 2                  | 1                  | 0                  | 1                  | -           | -           | -           | -           | -           | 7      | 3      | 2      | 2      | 42,86      | Sub, Eson   |
| gen.-mag. 2021          | Castellón               | SD                      | 19         | 6          | 4          | 9          | CR              | 0               | 0               | 0               | 0               | -                  | -                  | -                  | -                  | -                  | -           | -           | -           | -           | -           | 19     | 6      | 4      | 9      | 31,58      | Sub, Eson   |
| ott.-dic. 2022          | Ismaily                 | PL                      | 5          | 0          | 2          | 3          | CE+CdL          | -               | -               | -               | -               | -                  | -                  | -                  | -                  | -                  | -           | -           | -           | -           | -           | 5      | 0      | 2      | 3      | &0,00      | Eson        |
| feb.-mag. 2023          | Wydad Casablanca        | B1                      | 7          | 4          | 3          | 0          | CT              | 1               | 0               | 1               | 0               | CCL                | 6                  | 4                  | 1                  | 1                  | -           | -           | -           | -           | -           | 14     | 8      | 5      | 1      | 57,14      | Sub, Eson   |
| Totale Wydad Casablanca | Totale Wydad Casablanca | Totale Wydad Casablanca | 12         | 6          | 5          | 1          |                 | 1               | 0               | 1               | 0               |                    | 8                  | 5                  | 1                  | 2                  |             | -           | -           | -           | -           | 21     | 11     | 7      | 3      | 52,38      |             |
| nov. 2023-2024          | USM Alger               | L1                      | 27         | 14         | 4          | 9          | CA              | 5               | 4               | 1               | 0               | CCC                | 10                 | 5                  | 1                  | 4                  | -           | -           | -           | -           | -           | 42     | 23     | 6      | 13     | 54,76      | Sub, 4°     |
| 2024-2025               | Persepolis              | PGPL                    | 6          | 4          | 2          | 0          | CI              | 0               | 0               | 0               | 0               | ACL                | 3                  | 0                  | 1                  | 2                  | -           | -           | -           | -           | -           | 9      | 4      | 3      | 2      | 44,44      |             |
| Totale carriera         | Totale carriera         | Totale carriera         | 274        | 118        | 73         | 83         |                 | 35              | 18              | 11              | 6               |                    | 95                 | 46                 | 14                 | 35                 |             | 2           | 0           | 2           | 0           | 406    | 182    | 100    | 124    | 44,83      |             |

## Palmarès

### Allenatore

#### Competizioni nazionali
- Supercoppa d'Egitto: 1

Al-Ahly: 2014
- Coppa del Marocco: 1

Raja Casablanca: 2017

#### Competizioni internazionali
- Coppa della Confederazione CAF: 2

Al-Ahly: 2014
Raja Casablanca: 2018